# Texas Twister
Texas Twister, il cui vero nome è Drew Daniels, è un personaggio dei fumetti pubblicati dalla Marvel Comics, è un avventuriero, ex mandriano, originario di Amarillo, Texas.

## Biografia del personaggio

### Le origini
Drew Daniels stava lavorando come mandriano in un ranch quando un tornado colpì il reattore nucleare di Reynolds e, successivamente, lo travolse. La forza combinata del vento e delle radiazioni gli diedero il potere di generare tornado con la sola forza di volontà. Battezzatosi Texas Twister, rispose ad un annuncio, pubblicato da Wizard, per riempire un posto vacante nei Terribili Quattro. Rifiutata subito l'offerta del gruppo criminale, Daniels decise di aderire al programma di reclutamento dello S.H.I.E.L.D., dopo un incontro con la Torcia Umana, si ritrova a fare squadra con Capitan America contro due traditori del programma che viene subito chiuso in seguito a tale scoperta.

### I Rangers
Mentre lavora come cowboy in uno spettacolo itinerante, Drew incontra Shooting Star, che diventerà la sua compagna nella vita e nel lavoro. Insieme rispondono ad un appello di Rick Jones, in realtà inviato ai Vendicatori, che cerca qualcuno che aiuti Hulk contro il Corruttore; i due accettano l'incarico e, riunendosi a Firebird, Phantom Rider e Red Wolf nel gruppo dei Rangers, sconfiggono il criminale. Dopo un nuovo incontro con Hulk e con l'Uomo Ragno, i Rangers si scontrano contro i Vendicatori della Costa Ovest a causa dei piani di Pandemonio; il malvagio, che temeva che Firebird possedesse un frammento della sua anima, invia un suo demone a rubare l'identità di Shooting Star per usarla come spia. Quando i due gruppi si uniscono per sconfiggerlo, Pandemonio sostiene che la vera Shooting Star non è mai esistita ma è sempre stata un suo costrutto, a quel punto Texas Twister lascia il gruppo.

### Il ritorno
Ben presto, Texas Twister torna alla base dei Vendicatori per vedere il demone prigioniero, Occhio di Falco, l'unico presente, lo accompagna davanti alla cella, dove il detenuto riprende le sembianze di Shooting Star. Daniels rivela che il demone era andato da lui mesi prima, quando i poteri dell'eroe stavano scomparendo, promettendogli di rinforzarli in cambio della sua anima. Drew accettò il patto, per poi tirarsi indietro in seguito, allora il demone prese Shooting Star al suo posto e incantò Texas Twister perché non rivelasse l'accaduto. Tuttavia, il Ranger, studiò per mesi il sistema per esorcizzare l'essere e adesso si è fatto portare davanti a lui per mettere in atto il suo piano. Liberata Shooting Star, il prigioniero prende possesso del corpo di Texas Twister e lo costringe a combattere l'amata e l'arciere, la ragazza tuttavia minaccia di uccidere il demone piuttosto che permettergli di continuare la sua possessione, allora questi si imprigiona con riluttanza in una statua e i due amati possono finalmente riunirsi.

### L'Iniziativa dei 50 Stati
Dopo aver incontrato i Thunderbolts in due distinte occasioni, nella seconda delle quali scopre come i suoi poteri derivino dalla Fonte Universale del Potere, Texas Twister e i Rangers entrano a far parte dell'Iniziativa dei 50 Stati. All'interno del programma, Daniels ed i suoi compagni salvano il Presidente degli Stati Uniti da un complotto dell'HYDRA e combattono gli Skrull invasori. Nella sua ultima apparizione, Texas Twister ed una nuova formazione dei Rangers fronteggiano il nuovo Ragno Rosso a Houston.

## Poteri e abilità
Texas Twister ha la capacità psicocinetica di accelerare le molecole d'aria, creando così un vortice di vento intorno a lui, che tra le altre cose gli permette di sollevarsi da terra; può creare tornado fino a 30 metri di distanza dal corpo, può controllarne le dimensioni fino ad un massimo di 61 m di diametro e la velocità fino a 362 km/h. Ha riflessi sovrumani, una pelle più densa per prevenire lesioni date dalle forti correnti d'aria, una capacità visiva amplificata e un alto grado di resistenza alle vertigini. Daniels è inoltre un esperto cowboy, lanciatore di lazo e tiratore scelto ed ha anche appreso dallo S.H.I.E.L.D. i rudimenti del combattimento a mani nude.

## Traduzione del nome in italiano
In italiano il personaggio è presentato con il nome originale in inglese, è però anche un composto dei sostantivi Twister (Tornado), negli anni settanta l'Editoriale Corno nelle prime edizioni de I Fantastici Quattro in italiano scelse di ribattezzare il personaggio "Agitatore del Texas".